# 175. strelska divizija (ZSSR)
175. strelska divizija (izvirno rusko 175. стрелковая дивизия; kratica 175. SD) je bila strelska divizija Rdeče armade v času druge svetovne vojne.

## Zgodovina
Divizija je bila ustanovljena leta 1941 v Prokladniju in bila uničena septembra istega leta v Kijevu. Ponovno so jo ustanovili marca 1942 v Tjumenu in bila deaktivirana septembra istega leta. Tretjič so jo ustanovili leta 1942.